# Şahtaxtı
Şahtaxtı, Szachtachty – gmina (azer. bələdiyyə) i wieś (azer. kənd) w zachodnim Azerbejdżanie, w Nachiczewańskiej Republice Autonomicznej, w rejonie Kəngərli. Siedziba wiejskiego okręgu terytorialnego (azer. kənd ərazi dairəsi) o tej samej nazwie, a zarazem jedyna miejscowość wchodząca w jego skład. Leży około 4,5 km na południe od stolicy rejonu – Qıvraqu.
W 2005 roku liczba mieszkańców wsi wynosiła 3100. W tym samym czasie większość mieszkańców w wieku produkcyjnym trudniła się rolnictwem.
Wiejski okręg terytorialny Şahtaxtı został utworzony 1 marca 2003 roku, po wydzieleniu z wiejskiego okręgu terytorialnego Qıvraq. Do 2004 roku był położony w rejonie Şərur. 19 marca 2004 roku okręg ten odłączono z rejonu Şərur i przyłączono do nowo utworzonego rejonu Kəngərli. W klasyfikacji Państwowego Komitetu ds. Statystyki Republiki Azerbejdżanu (azer. Azərbaycan Respublikası Dövlət Statistika Komitəsi) gminie nadano unikalny kod 10808007, a wsi 10808018.
We wsi znajduje się między innymi meczet z XVIII wieku i łaźnia z XIX wieku, a także, według stanu na 2005 rok, przedszkole, szkoła średnia, dom kultury, poczta oraz placówka ochrony zdrowia.
W pobliżu wsi jest położone stanowisko archeologiczne o tej samej nazwie – osada średniowieczna, której istnienie oszacowano na okres na VII do XIII wieku. W osadzie, w wyniku prac wykopaliskowych na obszarze o powierzchni 5x5 m, odkryto różne przedmioty ceramiczne, zarówno nieszkliwione, jak i szkliwione (garnki, dzbany, amfory, misy, talerze itp.). Odkryto również gliniane figurki i części ostrzy noży. Znalezione artefakty wskazują, że mieszkańcy tej średniowiecznej osady trudnili się nie tylko rolnictwem, w tym uprawą i hodowlą, ale także rzemiosłem i handlem.
Na południowy wschód od Şahtaxtı, na równinie otoczonej ze wszystkich stron niewielkimi wzgórzami, są położone pozostałości późnośredniowiecznej osady Cinlidərə, zajmujące około 2500 m². Częściowo zachowały się kamienne, jednorzędowe mury budynków wzniesionych na planie koła bądź prostokąta. Budynki na planie koła miały od pięciu do dziesięciu metrów średnicy. Poza tym wykopaliska archeologiczne odsłoniły nieliczne wyroby ceramiczne charakterystyczne dla okresu średniowiecza w Nachiczewanie, a także inne artefakty świadczące o kulturze materialnej ludzi przebywających w osadzie. Słabo zachowana warstwa kulturowa i niewielka liczba znalezionych przedmiotów wskazują jednak, że mogła być to osada służąca jako miejsce postoju dla plemion koczowniczych lub półkoczowniczych. Badacze tego miejsca zidentyfikowali także kilka małych basenów, do których woda mogła być doprowadzana z obecnych na terenie osady źródeł, a następnie wykorzystywana do celów rolniczych.
W Şahtaxtı jest zlokalizowane przejście graniczne pomiędzy Republiką Azerbejdżanu a Islamską Republiką Iranu.